# Японци
Японците са нация и етническа група, които живеят предимно в Япония и говорят японски език. Значителен брой японци и хора с японски произход живеят в Бразилия, САЩ и Филипините.
Наброяват приблизително 130 млн. души. Последователи са на шинтоизма, будизма, съществуват и други големи религиозни групи.
Японците извън Япония са известни с това, че създават подобно на китайците етнически квартали, в които живеят. Такъв пример е Японският квартал в Сан Франциско, макар в наши дни голяма част от жителите там да са корейци.